# 永井祥裕
永井 祥裕（ながい よしひろ、1962年4月30日 - ）は、日本の実業家。広島県出身。株式会社I&S BBDO代表取締役社長。

## 人物・経歴
広島県出身 。1985年、上智大学外国語学部卒業。同年4月、株式会社電通に入社。1994年、Dentsu Young & Rubicam Singapore,Director。1998年、同社東京本社営業部長。2011年、Dentsu Consultants Indonesia, President Director。2015年、Dentsu Aegis Network Korea Country CEO。2018年、大手外資系広告代理店である株式会社I&S BBDOに入社し、執行役員マネージングディレクター。2019年、同社取締役社長。2021年、同社代表取締役社長。